# Sergej Jegorov
Sergej Aleksejevitsj Jegorov (Russisch: Сергей Алексеевич Егоров) (1946) is een Russisch rechtsgeleerde. Hij begon zijn loopbaan bij het Rode Kruis en was daarna hoogleraar en juridisch adviseur voor de regering. Van 2003 tot 2009 was hij rechter van het Rwanda-tribunaal in Tanzania.

## Levensloop
Jegorov studeerde af in internationaal recht aan het Moskous Staatsinstituut voor Internationale Betrekkingen dat deel uitmaakte van het Ministerie van Buitenlandse Zaken van de Sovjet-Unie. In 1984 behaalde hij zijn kandidatuur en in 1999 promoveerde hij tot doctor in internationaal recht.
Hij begon zijn loopbaan bij het Rode Kruis en bleef hier ook internationaal aan verbonden tijdens zijn verdere loopbaan. Vanaf 1984 klom hij op van assistent hoogleraar tot hoogleraar en plaatsvervangend hoofd van de afdeling voor internationaal recht van de Diplomatieke Academie, dat deel uitmaakt van het Ministerie van Buitenlandse Zaken van de Russische Federatie. Hij is gespecialiseerd in internationaal humanitair recht en gaf eind jaren tachtig les in internationaal recht in Afghanistan, Bulgarije en Polen.
Sinds 1995 adviseerde hij de regering en stelde hij het Russische jaarboek op het gebied van internationaal recht op. Verder was hij lid van de internationale commissie die zich bezighield met de juridische aspecten rondom de situatie in voormalig Joegoslavië. Hij bracht tientallen publicaties voort over internationaal humanitair recht tijdens gewapende conflicten en over terrorisme.
In 2003 trad hij aan als rechter van het Rwanda-tribunaal in Arusha in Tanzania. Hier bleef hij aan tot eind 2009.